# 足球鞋

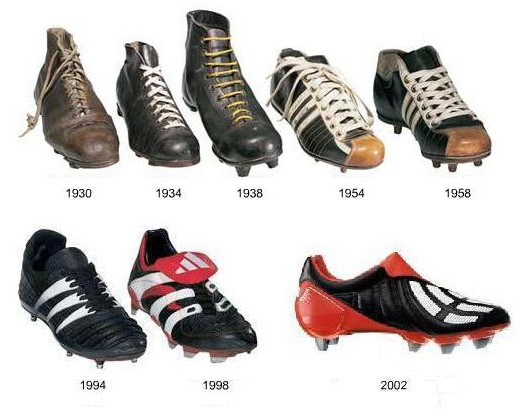
自1930年至2002年的足球鞋

足球鞋（英語：Football boots）是指人們在參與足球比賽時穿著的鞋子。 足球鞋一般帶有鞋釘，以加強抓地力。現在足球鞋已經過很長的發展歷史，成為一些跨國體育公司的核心產品。自1960年代開始，足球鞋的外觀和運動鞋融合。

## 分类

### IC
Indoor适用于经过打磨处理的室内足球场和质量非常差的室外人造草。

### SG
Soft Groud适用于松软的场地，通常为钢钉足球鞋，鞋钉比较长，适用于表面松软或者非常松软的真草，一般球员会在雨天使用此鞋钉的足球鞋。

### FG
Firm Ground适用于偏硬的场地，针对天然草场对球鞋作出了专门的改良，这使得大多数球员都在这种场地上选择了FG。目前大多数职业球员在比赛时穿的就是FG鞋钉，也是最为常见的。通常FG鞋钉长度是最长的，适合平整的天然草场地。

### HG
Hard Ground适用于坚硬的场地，鞋钉为比FG稍短的橡胶钉，常见于业余比赛场地。

### AG
Artificial Ground适用于人工草坪，鞋钉比HG的短，一般为1厘米左右，且采用的橡胶比FG、HG都要柔软，鞋钉数量也要比上述两类多。

### MG
Multi ground混合了多种球鞋的特点，适用于多重场地，对于职业和业余均合适。

### TF
Turf适用于人工塑料场地，俗称碎钉。由于适用于各类人造球场，适应性强，但抓地力比上述几种鞋钉启动偏慢，对脚踝、膝关键造成的压力偏小。